# ATP Metz
Das ATP-Turnier von Metz (offiziell Moselle de Open) ist ein französisches Herren-Tennisturnier. Das auf Hartplatz in der Halle gespielte Turnier wird jährlich im Oktober ausgetragen und gehört zur ATP Tour 250, der niedrigsten Kategorie innerhalb der ATP Tour.

## Geschichte
Das Turnier fand 2003 erstmals statt und war in diesem Jahr eines von drei französischen Turnieren in der kleinsten Turnierkategorie der ATP Tour, zu der es von Anfang an gehörte.
Bis 2010 fand die Veranstaltung in den Arènes de Metz statt, von 2011 bis 2013 war das Metz Expo, auch Parc des Expositions de Metz, Veranstaltungsort des Turniers. 2014 zog man wieder zurück in die Arènes de Metz.
Aktuell sind die Moselle Open neben Marseille, Lyon und Montpellier eines von vier französischen Turnieren auf der ATP Tour 250. Das Turnier findet im September oder Oktober statt.

## Siegerliste
Im Einzel ist der Franzose Jo-Wilfried Tsonga vor Gilles Simon mit vier Titeln Rekordsieger, im Doppel gewannen die Franzosen Nicolas Mahut und Édouard Roger-Vasselin 2018 ihren vierten Titel. Arnaud Clément und Hubert Hurkacz sind die einzigen Spieler, der sowohl im Einzel als auch im Doppel siegreich waren.

### Einzel
| Jahr | Sieger                 | Finalgegner             | Finalergebnis   |
| ---- | ---------------------- | ----------------------- | --------------- |
| 2024 | Benjamin Bonzi         | Cameron Norrie          | 7:66, 6:4       |
| 2023 | Ugo Humbert            | Alexander Schewtschenko | 6:3, 6:3        |
| 2022 | Lorenzo Sonego         | Alexander Bublik        | 7:63, 6:2       |
| 2021 | Hubert Hurkacz         | Pablo Carreño Busta     | 7:62, 6:3       |
| 2020 | abgesagt               | abgesagt                | abgesagt        |
| 2019 | Jo-Wilfried Tsonga (4) | Aljaž Bedene            | 6:74, 7:64, 6:3 |
| 2018 | Gilles Simon (3)       | Matthias Bachinger      | 7:62, 6:1       |
| 2017 | Peter Gojowczyk        | Benoît Paire            | 7:5, 6:2        |
| 2016 | Lucas Pouille          | Dominic Thiem           | 7:65, 6:2       |
| 2015 | Jo-Wilfried Tsonga (3) | Gilles Simon            | 7:65, 1:6, 6:2  |
| 2014 | David Goffin           | João Sousa              | 6:4, 6:3        |
| 2013 | Gilles Simon (2)       | Jo-Wilfried Tsonga      | 6:4, 6:3        |
| 2012 | Jo-Wilfried Tsonga (2) | Andreas Seppi           | 6:1, 6:2        |
| 2011 | Jo-Wilfried Tsonga (1) | Ivan Ljubičić           | 6:3, 6:74, 6:3  |
| 2010 | Gilles Simon (1)       | Mischa Zverev           | 6:3, 6:2        |
| 2009 | Gaël Monfils           | Philipp Kohlschreiber   | 7:61, 3:6, 6:2  |
| 2008 | Dmitri Tursunow        | Paul-Henri Mathieu      | 7:66, 1:6, 6:4  |
| 2007 | Tommy Robredo          | Andy Murray             | 0:6, 6:2, 6:3   |
| 2006 | Novak Đoković          | Jürgen Melzer           | 4:6, 6:3, 6:2   |
| 2005 | Ivan Ljubičić          | Gaël Monfils            | 7:67, 6:0       |
| 2004 | Jérôme Haehnel         | Richard Gasquet         | 7:69, 6:4       |
| 2003 | Arnaud Clément         | Fernando González       | 6:3, 1:6, 6:3   |

### Doppel
| Jahr   | Sieger                                          | Finalgegner                           | Finalergebnis     |
| ------ | ----------------------------------------------- | ------------------------------------- | ----------------- |
| 2024   | Sander Arends Luke Johnson                      | Pierre-Hugues Herbert Albano Olivetti | 4:6, 6:3, [10:3]  |
| 2023   | Hugo Nys (2) Jan Zieliński (3)                  | Constantin Frantzen Hendrik Jebens    | 6:4, 6:4          |
| 2022   | Hugo Nys (1) Jan Zieliński (2)                  | Lloyd Glasspool Harri Heliövaara      | 7:65, 6:4         |
| 2021   | Hubert Hurkacz Jan Zieliński (1)                | Hugo Nys Arthur Rinderknech           | 7:5, 6:3          |
| 2020   | abgesagt                                        | abgesagt                              | abgesagt          |
| 2019   | Robert Lindstedt Jan-Lennard Struff             | Nicolas Mahut Édouard Roger-Vasselin  | 2:6, 7:61, [10:4] |
| 2018   | Nicolas Mahut (4) Édouard Roger-Vasselin (4)    | Ken Skupski Neal Skupski              | 6:1, 7:5          |
| 2017   | Julien Benneteau (2) Édouard Roger-Vasselin (3) | Wesley Koolhof Artem Sitak            | 7:5, 6:3          |
| 2016   | Julio Peralta Horacio Zeballos                  | Mate Pavić Michael Venus              | 6:3, 7:64         |
| 2015   | Łukasz Kubot Édouard Roger-Vasselin (2)         | Pierre-Hugues Herbert Nicolas Mahut   | 2:6, 6:3, [10:7]  |
| 2014   | Mariusz Fyrstenberg Marcin Matkowski            | Marin Draganja Henri Kontinen         | 6:73, 6:4, [10:8] |
| 2013   | Johan Brunström Raven Klaasen                   | Nicolas Mahut Jo-Wilfried Tsonga      | 6:4, 7:65         |
| 2012   | Nicolas Mahut (3) Édouard Roger-Vasselin (1)    | Johan Brunström Frederik Nielsen      | 7:63, 6:4         |
| 2011   | Jamie Murray André Sá                           | Lukáš Dlouhý Marcelo Melo             | 6:4, 7:67         |
| 2010   | Dustin Brown Rogier Wassen                      | Marcelo Melo Bruno Soares             | 6:3, 6:3          |
| 2009   | Colin Fleming Ken Skupski                       | Arnaud Clément Michaël Llodra         | 2:6, 6:4, [10:5]  |
| 2008   | Arnaud Clément (3) Michaël Llodra (3)           | Mariusz Fyrstenberg Marcin Matkowski  | 5:7, 6:3, [10:8]  |
| 2007   | Arnaud Clément (2) Michaël Llodra (2)           | Mariusz Fyrstenberg Marcin Matkowski  | 6:1, 6:4          |
| 2006   | Richard Gasquet Fabrice Santoro (2)             | Julian Knowle Jürgen Melzer           | 3:6, 6:1, [11:9]  |
| 2005 1 | Michaël Llodra (1) Fabrice Santoro (1)          | José Acasuso Sebastián Prieto         | 5:2, 3:5, 5:44    |
| 2004   | Arnaud Clément (1) Nicolas Mahut (2)            | Ivan Ljubičić Uros Vico               | 6:2, 7:68         |
| 2003   | Julien Benneteau (1) Nicolas Mahut (1)          | Michaël Llodra Fabrice Santoro        | 7:62, 6:3         |

- 1 Sätze wurden nur auf fünf Gewinnspiele gespielt